# Schizura nigrosignata
Schizura nigrosignata är en fjärilsart som beskrevs av Walker 1865. Schizura nigrosignata ingår i släktet Schizura och familjen tandspinnare. Inga underarter finns listade.